# تورکی
latitudeتورکیlongitudeتورکی
تورکوی (به انگلیسی: Torquay) شهری در منطقهٔ لیدز کشور انگلستان است که این کشور خود بخشی از بریتانیا محسوب می‌شود. این شهر در سال ۱۹۹۱ میلادی ۵۹٫۵۸۷ نفر جمعیت داشته و در سرشماری سال ۲۰۰۱ جمعیت آن به ۶۲٫۹۶۸ نفر رسیده‌است. میزان رشد سالانهٔ جمعیت تورکوی ‎۰٫۸۴ درصد می‌باشد و جمعیت این شهر در سال ۲۰۱۲ به ۶۹٫۰۵۰ نفر تغییر یافت.